# Walter Scheel
Walter Scheel (Solingen, 8 luglio 1919 – Bad Krozingen, 24 agosto 2016) è stato un politico tedesco, il 4º presidente della Repubblica Federale Tedesca dal 1º luglio 1974 al 30 giugno 1979, vicecancelliere dal 1969 al 1974 e ministro degli esteri di Willy Brandt, è stato membro del Partito Liberale Democratico e anche suo presidente dal 1968 al 1974.

## Biografia

### Formazione e carriera
Dopo aver ottenuto l'Abitur nel 1938, ha seguito una formazione nel settore bancario a Solingen. Nel 1939 fu mobilitato e si unì alla Luftwaffe, dove raggiunse il grado di tenente. Alla fine della Seconda guerra mondiale, prestò servizio come operatore radiofonico in un caccia Messerschmitt Bf 110. Divenne un manager del settore e nel 1953 si trasferì a Düsseldorf come consulente economico indipendente. Cinque anni dopo, divenne capo dell'istituto di ricerche di mercato Intermarket, e allo stesso tempo fondò InterFinanz con Gerhard Kienbaum e Carl Zimmerer.

### Carriera politica

#### Deputato regionale e poi federale
È entrato a far parte del Partito Liberale Democratico (FDP) nel 1946 ed è stato eletto nel 1948 all'assemblea distrettuale di Höhscheid a Solingen. Nel 1950 divenne membro del Landtag del Nord Reno-Westfalia, poi del Bundestag nel 1953. Si dimise dal suo mandato regionale l'anno successivo e nel 1956 entrò a far parte del consiglio di amministrazione FDP a livello federale.
Nello stesso anno fece parte del gruppo Jungtürken, tra cui Erich Mende, che organizzò lo scioglimento della coalizione con la Democrazia Cristiana nel Nord Reno-Westfalia in favore di un'alleanza con i socialdemocratici. Questa decisione ha poi portato una parte dell'ala destra del FDP, guidata dai ministri federali e dal presidente del gruppo parlamentare, a dividere per fondare il Partito Popolare Liberale (FVP), che avrà un'esistenza effimera.

#### Ministro di Adenauer e presidente del FDP

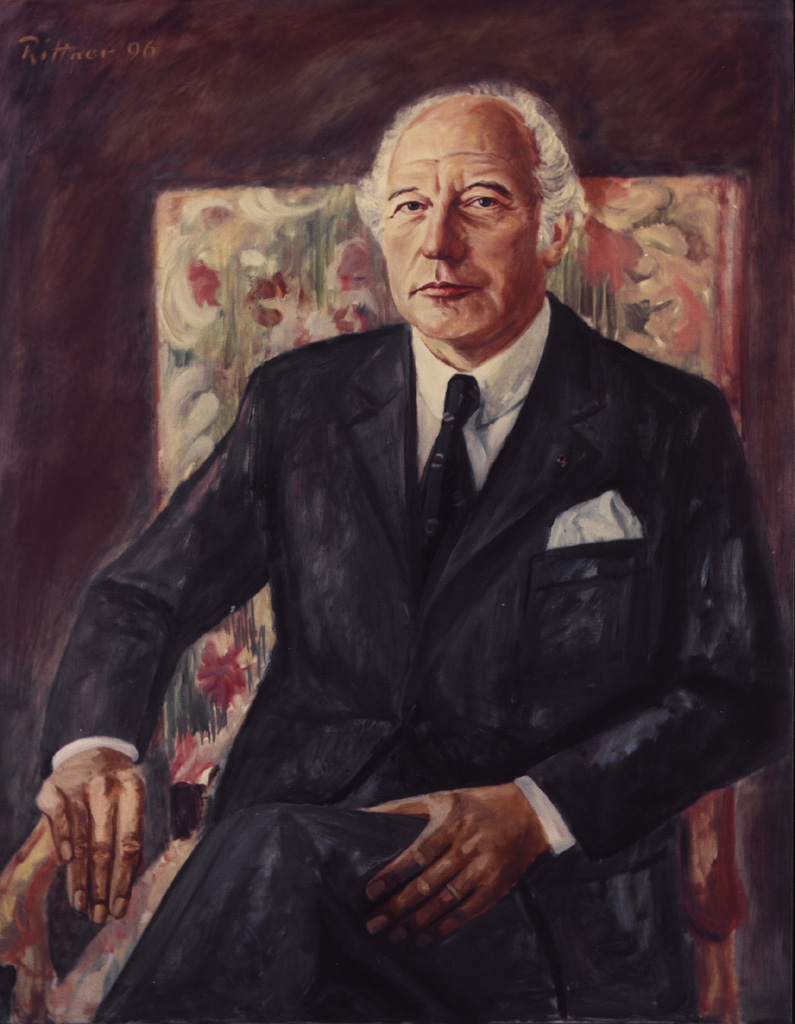
Walter Scheel in un ritratto di Günter Rittner eseguito nel 1996

In seguito alle elezioni federali del 1961, Walter Scheel viene nominato Ministro federale per la cooperazione economica nel quarto governo di Konrad Adenauer. Si dimise il 19 novembre 1962, con tutti i ministri liberali, in reazione allo Scandalo Spiegel, ma tornò al suo incarico il 13 dicembre in un governo riorganizzato che esclude il controverso Franz Josef Strauß. Mantenuto da Ludwig Erhard, che divenne cancelliere federale nel 1963, si ritirò nuovamente dall'esecutivo il 28 ottobre 1966, insieme agli altri membri del FDP, a causa di un disaccordo sul bilancio federale. Questa scelta ha portato alla caduta di Erhard e alla formazione di una grande coalizione guidata da Kurt Georg Kiesinger.
Fu nominato vicepresidente del Bundestag l'8 settembre 1967, in seguito alla morte di Thomas Dehler, e l'anno successivo come successore di Erich Mende alla presidenza del Partito federale liberale, guidando la campagna elettorale del 1969.

#### La coalizione social-liberale
Detentore di un Social-liberalismo e rappresentante dell'ala sinistra dell'FDP, Walter Scheel è uno dei principali artefici della formazione, il 22 ottobre 1969, di una coalizione social-liberale con l'SPD di Willy Brandt, in cui diventa vice cancelliere e ministro federale degli affari esteri. È il primo liberal-democratico a guidare la diplomazia della Germania occidentale. L'anno seguente, fece una visita ufficiale in Israele, il primo di un ministro tedesco dopo il riconoscimento diplomatico del 1965. Accanto a Brandt, è considerato il "padre del rilassamento", la nuova politica tedesca basata sul dialogo e sul riconoscimento della Germania Est, e non l'opposizione sostenuta da vent'anni dal CDU / CSU. Questi orientamenti portarono a molte defezioni in entrambi i partiti della coalizione, tanto che il governo non fu rovesciato nel 1972 dalla mozione di costruttiva censura presentata da Rainer Barzel. Il cancelliere ha quindi indetto elezioni anticipate il 19 novembre, durante le quali l'alleanza ha ottenuto il 54,2% dei voti, con un aumento di oltre cinque punti.

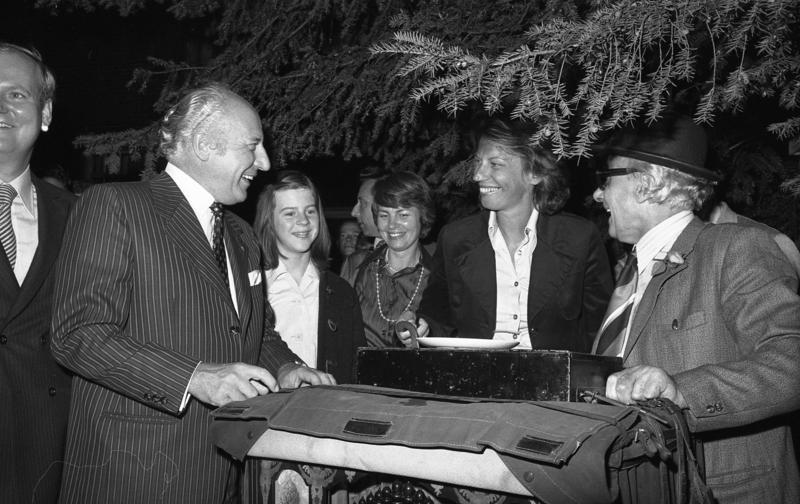
Scheel nel 1975

#### Cancelliere federale ad interim
Il 7 maggio 1974, Willy Brandt si dimise da Cancelliere dopo che uno dei suoi aiutanti, Günter Guillaume, fu arrestato come spia dello stato della Germania Est. Sebbene questo fosse stato internamente sospettato dal 1973, Brandt accettò la responsabilità e si dimise. Scheel, in qualità di cancelliere ad interim, ha presieduto le riunioni del governo per poco più di una settimana, fino a quando Helmut Schmidt non è stato eletto. Hans-Dietrich Genscher divenne il successore di Scheel come presidente del partito e ministero.

#### Presidente federale
Il 15 maggio 1974, Walter Scheel fu eletto Presidente federale della Germania dall'Assemblea federale con 530 voti dell'SPD e dell'FDP, contro Richard von Weizsäcker, sostenuto dalla CDU / CSU e che ottenne 498 voti. Prestò giuramento il 1º luglio 1974; dopo soli sei giorni, la sua prima uscita ufficiale fu la presenza all'Olympiastadion di Monaco di Baviera e la consegna della Coppa FIFA in occasione della finale dei Campionati Mondiali di Calcio. Nel 1975 fece le sue prime tre visite di Stato in Francia, negli Stati Uniti e nell'Unione Sovietica. Rifiutò l'anno successivo di emanare una legge federale che abolisse l'esame degli obiettori di coscienza al servizio militare perché riteneva che fosse necessario che anche il Consiglio federale decidesse. Nel 1977 vinse il Premio Internazionale Carlo Magno.
Nel 1978 fu al centro di una questione, quando la rivista Der Spiegel rivelò su di lui di aver fatto parte del Partito nazista (NSDAP) dal 1942, sebbene non abbia formalmente chiesto la sua iscrizione. Disse poco dopo che non ricordava nulla, ma sembrava essere stato registrato come un soldato.

#### Fine della carriera

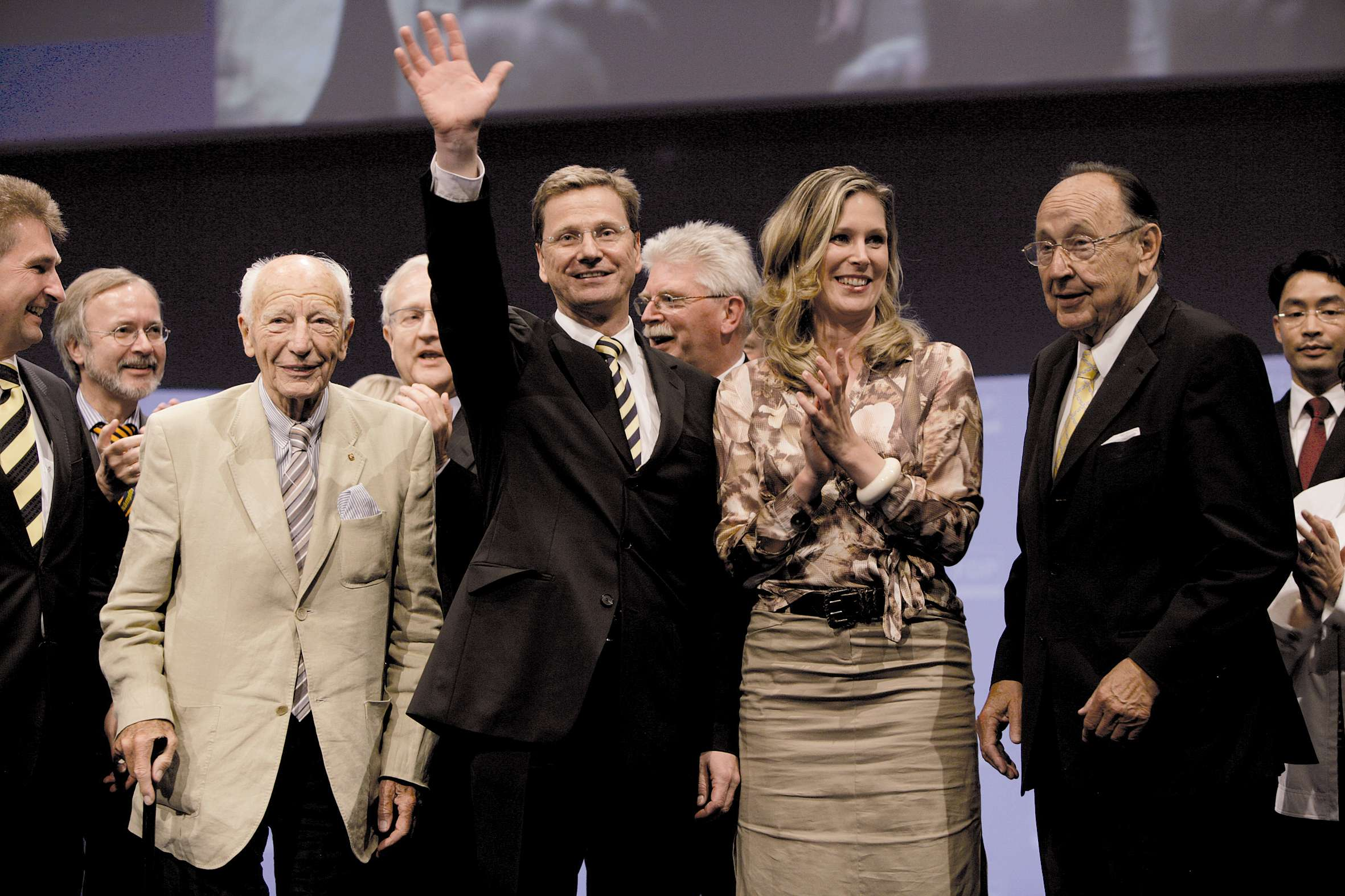
Walter Scheel al Congresso federale di partito nel 2008 a Monaco di Baviera insieme a Guido Westerwelle e Hans-Dietrich Genscher.

Nella corsa alle elezioni presidenziali del 1979, ha notato che non aveva una maggioranza sufficiente per essere rieletto e ha deciso di non candidarsi per un secondo mandato. Ha lasciato l'ufficio il 30 giugno, a beneficio del democristiano Karl Carstens, e rivendica i suoi diritti alla pensione. Fu quindi nominato presidente onorario dell'FDP, il cui esecutivo si era dimesso nel 1974.

### Morte
Scheel morì in età molto avanzata il 24 agosto 2016 a causa di una lunga malattia.
Oggi riposa nel cimitero di Zehlendorf, nel quartiere berlinese di Nikolassee.

## Vita privata
Nel 1942 sposò Eva Charlotte Kronenberg, con la quale ebbe il suo primo figlio, Ulrich. La moglie morì nel 1966 ed egli si risposò tre anni dopo con Mildred Wirtz (First Lady di Germania). Diventò suocero di Cornelia Wirtz, nata tre anni prima. Insieme, la coppia avrà una figlia, Andrea-Gwendoline, nel 1970, e un figlio, Simon Martin, adottato in Bolivia un anno dopo. Nel 1988, tre anni dopo essere rimasto di nuovo vedovo si sposò per la terza volta, con Barbara Wiese. Si stabilirono nel 2009 a Bad Krozingen, avendo vissuto a Berlino tra il 2001 e il 2008.